# Зериг
Зериг, зеринге,  (Psammophis schokari) — вид змій родини піщаних змій (Psammophiidae). Поширений у Північній Африці, Західній і Південній Азії. Мешканець аридних передгір'їв та гір. Умовно отруйна змія (реальної небезпеки для людини, як правило, не становить). Описано 2 підвиди.
Інша назва: «піщана змія Форсколя».

## Опис
Змія середнього розміру, із струнким тонким тілом. Довжина тіла (L. — довжина тіла від кінчика морди до клоаки) може сягати 92 см. Хвіст (L.cd.) відносно довгий: співвідношення  L./L.cd. складає 2,4—3,5. Досить вузька голова слабко відмежована від шиї. Передній кінець морди тупо закруглений. Поверхня морди спереду вігнута, а її верхньобокові краї загострені. Очі великі, зіниці круглі. Ніздря розташована між двох щитків. На верхньощелепній кістці 10—13 зубів, з яких 1—2 середніх більш-менш збільшені та спереду або ззаду відділені від інших невеликим проміжком; такий же проміжок є перед 2 задніми, сильно збільшеними зубами. Задні зуби є частиною отруйного апарату змії — через рани, нанесені цими зубами, у тіло жертви потрапляє отрута. Отруйні залози розташовані над верхніми щелепами позаду очей.

### Лускатий покрив
Тіло вкрите відносно гладенькою лускою, з однією апікальною порою. Навколо тулуба (G.) є 17 гладеньких лусок. Черевних щитків (Ventr.) 172—198, підхвостових щитків (Scd.) — 105—135 пар. Анальний щиток розділений. Верхня сторона голови вкрита великими симетричними щитками. Міжщелепний щиток майже не торкається міжносових щитків. Лобний щиток довгий, звужений позаду. Є один низький і довгий виличний щиток, один великий передочний щиток, який торкається лобного. Підочний щиток відсутній, заочних щитків 2, рідко 3. Верхньогубних щитків 9, рідко 8 або 10, два з них торкаються ока. Скроневих щитків (Temp.) у трьох рядах 2(3)+2+3.

### Забарвлення
Забарвлення спинної сторони тіла світло-коричневе, сіро-коричневе або блідо-оливкове з 2 темними у світлій облямівці поздовжніми смужками, які починаються від очей та тягнуться з боків голови й тулуба. Тонка переривчаста лінія проходить уздовж хребта, по боках від неї розташовані ще темніші смуги з чорною пунктирною облямівкою. Присутній темний характерний візерунок з симетрично розташованих на тім'яних щитках смужок неправильної форми і округлого плями між ними. На відміну від змії-стріли цей візерунок не переходить безпосередньо в поздовжні темні смуги на тілі. Черевна сторона забарвлена в жовтуватий або білуватий колір з дрібними темними плямами по краях й в середній частині черевних щитків, іноді вони зливаються в більш-менш виражені поздовжні смуги.

## Поширення
Поширений від Північної Африки та Аравійського півострова через Західну Азію до південного Туркменістану на півночі та до Пакистану, Північно-Західної Індії на сході. У Туркменії зустрічається в Центральному Копетдазі і нагір'ї Бадхиз. 

## Особливості біології
Населяє круті та кам'янисті схили з розрідженою рослинністю, схили пагорбів, вкриті травою й колючкою, скельні вершини останцевих сопок. Зустрічається на висоті до 1500 м над рівнем моря. Активний удень. Виходить із зимівлі вже в першій декаді березня, сезонна активність триває до середини жовтня. Харчується ящірками, головним чином ящурками та агамами, а також гризунами.
Належить до яйцекладних змій. Самиця відкладає до 30 яєць.

## Охорона
Стан більшості природних популяцій виду в межах  ареалу залишається більш-менш стабільним. Саме тому він, згідно Червоного списку МСОП, отримав охоронний статус «відносно благополучний вид. 

## Систематика
Описано 2 підвиди. Більшу, у тому числі азійську частину ареалу, населяє номінативний підвид Psammophis schokari schokari. У Східній Лівії і прилеглих районах Єгипту поширений Psammophis schokari aegyptius, який відрізняється більшим числом черевних щитків та особливостями забарвлення.   